# Arronches
Arronches és un municipi portuguès, situat al districte de Portalegre, a la regió d'Alentejo i a la subregió de l'Alto Alentejo. L'any 2011 tenia 3.165 habitants. Limita al nord amb Portalegre, al nord-est amb Alburquerque (Badajoz), a l'est amb Campo Maior, al sud amb Elvas i a l'oest amb Monforte, i té una superfície de 314,65 km².

## Població
| Població del concelho d'Arronches (1801 – 2004) | Població del concelho d'Arronches (1801 – 2004) | Població del concelho d'Arronches (1801 – 2004) | Població del concelho d'Arronches (1801 – 2004) | Població del concelho d'Arronches (1801 – 2004) | Població del concelho d'Arronches (1801 – 2004) | Població del concelho d'Arronches (1801 – 2004) | Població del concelho d'Arronches (1801 – 2004) | Població del concelho d'Arronches (1801 – 2004) |
| ----------------------------------------------- | ----------------------------------------------- | ----------------------------------------------- | ----------------------------------------------- | ----------------------------------------------- | ----------------------------------------------- | ----------------------------------------------- | ----------------------------------------------- | ----------------------------------------------- |
| 1801                                            | 1849                                            | 1900                                            | 1930                                            | 1960                                            | 1981                                            | 1991                                            | 2001                                            | 2004                                            |
| 2470                                            | 2970                                            | 4990                                            | 6205                                            | 6818                                            | 4307                                            | 3677                                            | 3389                                            | 3278                                            |

## Freguesies
Administrativament, el municipi es divideix en 3 parròquies civils (freguesias):
- Assunção
- Esperança
- Mosteiros